# 5279 Arthuradel
Az 5279 Arthuradel (ideiglenes jelöléssel 1988 LA) a Naprendszer kisbolygóövében található aszteroida. Rodriquez T. fedezte fel 1988. június 8-án.